# Križanje (smrtna kazen)
Krížanje je oblika smrtne kazni, pri kateri so žrtev pribili (ali privezali) na leseno ogrodje v obliki križa. Táko vrsto usmrtitve so izvajali zlasti v Rimskem imperiju. Najbolj znan človek, ki je bil usmrčen na tak način, je verjetno Jezus Kristus.
Glavni namen križanja je bilo dolgotrajno in boleče umiranje, zato je bilo križanje namenjeno zlasti kot kazen za hujše zločine. Križanje so običajno izvajali javno, s čimer so dosegli tudi velik zastraševalni učinek. Križanje je bilo lahko povezano tudi z drugimi oblikami kaznovanja (bičanje, ipd). Nekateri antični pisci navajajo križanje kot relativno pogosto kazen. Jožef Flavij piše o tisočih križanih po padcu Jeruzalema. Križanje je bilo tudi pogosta kazen za uporne sužnje - po Spartakovem uporu so križali več kot 6000 uporniških sužnjev. Leseno ogrodje, na katero so žrtev pribili, je imelo po navadi obliko križa †, lahko pa tudi obliko črke T ali črke X (Andrejev križ).
Obsojeni je moral po navadi sam nositi križ (ali vsaj vodoravni tram) do kraja križanja. Tam so ga slekli, položili na tla in mu pribili roke na križ (oziroma na vodoravni tram). Potem so križ (vodoravni tram) dvignili in ga fiksirali. Nato so obsojencu pribili še noge. 
Podrobnosti glede izvedbe križanja niso dobro znane, saj je križanje veljalo za izrazito sramotno kazen, zato so natančni opisi v zgodovinskih virih zelo redki oziroma jih sploh ni. Tudi arheološke najdbe v zvezi s križanjem so izredno redke. Tako na primer ni čisto točno znano, kako so na križ pritrdili roke. Na likovnih upodobitvah, ki so nastale več stoletij pozneke, so roke po navadi pribite skozi dlani. Danes velja to za zmotno, saj je meso dlani prešibko, da bi nosilo težo celega telesa. Nekateri  znanstveniki zagovarjajo idejo, da so obsojence tudi dodatno privezali, večina znanstvenikov pa se nagiba k mnenju, da so jih pribili skozi zapestja, kjer je splet kit in mišic močnejši.
Žrtve križanja so umrle praviloma zaradi zadušitve. Zadušitev je lahko nastopila po nekaj urah ali pa celo šele po več dneh, odvisno od točnega načina križanja in od splošnega zdravstvenega stanja žrtve. Nenaravni položaj križanega je močno otežkočal normalno dihanje, zato se je oskrba organov s kisikom hitro manjšala. Križanemu so običajno pribili na križ tudi noge, kar mu je dalo možnost, da vsaj nekoliko podpira težo svojega telesa. V praksi je to podaljšalo čas umiranja. Pogosto so križanim po preteku nekaj ur polomili noge, da se niso mogli več podpirati. Po tem so običajno umrli že v nekaj minutah.
Manj znano dejstvo je, da so nekateri ljudje križanje tudi preživeli. Jožef Flavij poroča, da je med križanimi po judovskem uporu videl tudi dva prijatelja. Od rimskih oblasti je izprosil, da ju sme sneti s križa: eden od njiju je umrl, drugi pa si je opomogel. Žal avtor ne piše o podrobnostih (npr.: koliko časa sta bila križana in na kakšen način).
Križanje je bilo znano tudi drugod po svetu: v antični Perziji že prej kot v Rimskem imperiju.
Po tem, ko je leta 313 krščanstvo postalo uradna vera v Rimskem imperiju, križanje ni bilo več pogosto. V krščanskih deželah so križanje popolnoma opustili, saj so imeli na zalogi še širok repertoar drugih oblik mučenja, križanje pa bi žrtev v očeh ljudstva preveč približalo Kristusu in tako kazen ne bi imela želenega psihološkega učinka.
V nekaterih drugih deželah so križanje uporabljali tudi še pozneje: Na Japonskem so leta 1597 križali 26 kristjanov s Pavlom Mikijem na čelu (Rimskokatoliška cerkev se jih spominja 6. februarja). Leta 1920 so boljševiki križali Joahima, nadškofa mesta Nižni Novgorod, tako da so ga z glavo navzdol pribili na vrata katedrale v Sevastopolu. Po nekaterih virih so nekaj ljudi križali tudi med vojno v Bosni po razpadu Jugoslavije.